# Mistrzostwa Czechosłowacji w piłce nożnej mężczyzn
Mistrzostwa Czechosłowacji w piłce nożnej (czes. Mistrovství Československa ve fotbale, słow. Majstrovstvá Československá vo futbale) – rozgrywki piłkarskie, prowadzone cyklicznie – corocznie lub co sezonowo (na przełomie dwóch lat kalendarzowych) – mające na celu wyłonienie najlepszej męskiej drużyny w Czechosłowacji. Zostały rozwiązane w 1993 roku, gdy po rozpadzie Czechosłowacji powstały dwa państwa Czechy i Słowacja.

## Historia
Mistrzostwa Czechosłowacji w piłce nożnej oficjalne rozgrywane są od 1925 roku. Do 1993 rozgrywki odbywały się w wielopoziomowych ligach: 1. liga, drugopoziomowych czeskiej CMFL i słowackiej 1.SNFL oraz niższych klasach regionalnych.
Po założeniu czechosłowackiej federacji piłkarskiej – ČSSF (czes. Československý svaz footballový) w 1921 roku (od 1901 funkcjonował czeski ČSF - Český svaz footballový), rozpoczął się proces zorganizowania pierwszych ligowych Mistrzostw Czechosłowacji w sezonie 1925. Wcześniej na terenie Czech i Moraw nieregularnie odbywały się turnieje o Mistrzostwo Czech i Moraw. To było w latach 1896-1924. Jednak w tym czasie tylko cztery edycje (1912, 1913, 1919 i 1922) obejmowały mistrzostwa w całym kraju. Mistrzem Czechosłowacji trzykrotnie została AC Sparta Praga i jeden raz Slavia Praga. Tytuły te zyskały status nieoficjalny, ponieważ nie była to w pełni konkurencyjna liga. W związku z tym można przeczytać w niektórych źródłach historycznych, że Sparta ma 35 tytułów (32) i Slavia 17 (16). W 1922 związek zmienił nazwę na Československá associace footballová (ČSAF). W latach 1957–1968 używano innej nazwy - Československý svaz tělesné výchovy (ČSTV), z kolei od 1968 Československý fotbalový svaz (ČSFS). Po upadku komunizmu w demokratycznej republice federalnej przez dwa lata związek funkcjonował jako Československá fotbalová asociace (ČSFA).
Nawet po organizacji oficjalnych mistrzostw w 1925 roku, w rozgrywkach najpierw brały udział tylko kluby z Pragi i środkowych Czech. Od 1925 do sezonu 1932/33 roku na terenie Słowacji odbywały się osobne rozgrywki o Mistrzostwo Słowacji (słow. Zvazové Majstrovstvá Slovenska). Dopiero w sezonie 1929/30 do rozgrywek dołączyły zespoły z innych regionów Czech, w sezonie 1933/34 pierwszy zespół z Moraw, a w następnym sezonie 1934/35 zostały rozegrane w pełni ogólnokrajowe mistrzostwa Czechosłowacji (po raz pierwszy dołączyły słowackie zespoły). W rozgrywkach brało udział 12 zespołów, grając systemem kołowym. Zwycięzca turnieju otrzymywał tytuł mistrza Czechosłowacji.
W sezonie 1938/39, kiedy III Rzesza okupowała Czechosłowację, trwająca edycja (po 2 kolejkach) została przymusowo podzielona na mistrzostwa Czech i mistrzostwa Słowacji. Podzielone rozgrywki trwały 6 sezonów. Mistrzostwa Czech i Moraw wygrała czterokrotnie SK Slavia Praga i dwa razy AC Sparta Praga. Mistrzostwa Słowacji zostały zdominowane przez ŠK Slovan Bratysława, który w ciągu 5 lat zdobył 3 razy tytuł mistrza i 2 razy wicemistrza.
W 1945 po wyzwoleniu kraju od niemieckich wojsk kontynuowano rozgrywki o mistrzostwo Czechosłowacji w najwyższej lidze, zwanej Státní liga. Były tylko dwie zmiany formatu ligi - w 1948 roku na system wiosna-jesień, a w 1957 roku liga z powrotem wróciła do systemu jesienno-wiosennego, który jest używany w większości krajów europejskich.
Rozgrywki zawodowej ligi, zwanej 1. československá fotbalová liga zainaugurowano w sezonie 1956.

## Mistrzowie i pozostali medaliści
Rozgrywki nieoficjalne
| Sezon                                       | K | K | T | Mistrz       | Wicemistrz             | III miejsce          | Br. | Król strzelców | Uwagi                                          |
| Mistrovství Středočeské župy                |   |   |   |              |                        |                      |     |                |                                                |
| 1918                                        |   |   | 1 | Slavia Praga | Sparta Praga           | AFK Vršovice Praga   | ?   | ?              | 9 klubów                                       |
| Mistrovství Českého svazu fotbalového (ČSF) |   |   |   |              |                        |                      |     |                |                                                |
| 1919                                        |   |   | 1 | Sparta Praga | SK Kladno              | Olympia Pilzno       | ?   | ?              | 4 kluby, po eliminacjach w 4 grupach           |
| Mistrovství Středočeské župy                |   |   |   |              |                        |                      |     |                |                                                |
| 1920                                        |   |   | 2 | Sparta Praga | AFK Vršovice Praga     | Viktoria Žižkov      | ?   | ?              | 12 klubów                                      |
| 1921                                        |   |   | 3 | Sparta Praga | AFK Union Žižkov Praga | Slavia Praga         | ?   | ?              | 12 klubów                                      |
| Mistrovství Českého svazu fotbalového (ČSF) |   |   |   |              |                        |                      |     |                |                                                |
| 1922                                        |   |   | 4 | Sparta Praga | SK Hradec Králové      |                      | ?   | ?              | 8 klubów play-off, po eliminacjach w 8 grupach |
| Mistrovství Středočeské župy                |   |   |   |              |                        |                      |     |                |                                                |
| 1923                                        |   |   | 5 | Sparta Praga | Slavia Praga           | Cichie Kralin Praga  | ?   | ?              | ? klubów                                       |
| 1924                                        |   |   | 2 | Slavia Praga | Viktoria Žižkov        | SK Meteor Praga VIII | ?   | ?              | ? klubów, rozgrywek nie dokończono             |

Rozgrywki oficjalne
| Sezon                                   | K | K | T | Mistrz          | Wicemistrz      | III miejsce          | Br. | Król strzelców                                             | Uwagi     |
| Asociační liga                          |   |   |   |                 |                 |                      |     |                                                            |           |
| 1925                                    |   |   | 1 | Slavia Praga    | Sparta Praga    | Viktoria Žižkov      | 13  | Jan Vaník (Slavia Praga)                                   | 10 klubów |
| Středočeská 1. liga                     |   |   |   |                 |                 |                      |     |                                                            |           |
| 1925/1926                               |   |   | 1 | Sparta Praga    | Slavia Praga    | Viktoria Žižkov      | 32  | Jan Dvořáček (Sparta Praga)                                | 12 klubów |
| Kvalifikační soutěž Středočeské 1. ligy |   |   |   |                 |                 |                      |     |                                                            |           |
| 1927                                    |   |   | 2 | Sparta Praga    | Slavia Praga    | Bohemians 1905 Praga | 13  | Antonín Puč (Slavia Praga), Josef Šíma (Slavia Praga)      | 8 klubów  |
| Středočeská 1. liga                     |   |   |   |                 |                 |                      |     |                                                            |           |
| 1927/1928                               |   |   | 1 | Viktoria Žižkov | Slavia Praga    | Sparta Praga         | 12  | Karel Meduna (Viktoria Žižkov)                             | 7 klubów  |
| 1928/1929                               |   |   | 2 | Slavia Praga    | Viktoria Žižkov | Sparta Praga         | 13  | Antonín Puč (Slavia Praga)                                 | 7 klubów  |
| 1. asociační liga                       |   |   |   |                 |                 |                      |     |                                                            |           |
| 1929/1930                               |   |   | 3 | Slavia Praga    | Sparta Praga    | Viktoria Žižkov      | 15  | František Kloz (SK Kladno)                                 | 8 klubów  |
| 1930/1931                               |   |   | 4 | Slavia Praga    | Sparta Praga    | Bohemians 1905 Praga | 18  | Josef Silný (Sparta Praga)                                 | 8 klubów  |
| 1931/1932                               |   |   | 3 | Sparta Praga    | Slavia Praga    | Bohemians 1905 Praga | 16  | Raymond Braine (Sparta Praga)                              | 9 klubów  |
| 1932/1933                               |   |   | 5 | Slavia Praga    | Sparta Praga    | SK Pilzno            | 23  | Gejza Kocsis (Bohemians Praga)                             | 10 klubów |
| 1933/1934                               |   |   | 6 | Slavia Praga    | Sparta Praga    | SK Kladno            | 18  | Raymond Braine (Sparta Praga), Jiří Sobotka (Slavia Praga) | 10 klubów |
| Státní liga                             |   |   |   |                 |                 |                      |     |                                                            |           |
| 1934/1935                               |   |   | 7 | Slavia Praga    | Sparta Praga    | SK Żidenice          | 27  | František Svoboda (Slavia Praga)                           | 12 klubów |
| 1935/1936                               |   |   | 4 | Sparta Praga    | Slavia Praga    | SK Prostějov         | 42  | Vojtěch Bradáč (Slavia Praga)                              | 14 klubów |
| 1936/1937                               |   |   | 8 | Slavia Praga    | Sparta Praga    | SK Prostějov         | 28  | František Kloz (SK Kladno)                                 | 12 klubów |
| 1937/1938                               |   |   | 5 | Sparta Praga    | Slavia Praga    | SK Żidenice          | 22  | Josef Bican (Slavia Praga)                                 | 12 klubów |

Národní liga Čechy a Morava (1938 - 1944)
15 marca 1939 III Rzesza przekształciła Bohemię i Morawy w Protektorat Czech i Moraw.
| Sezon        | K | K | T  | Mistrz       | Wicemistrz   | III miejsce  | Br. | Król strzelców             | Uwagi     |
| Státní liga  |   |   |    |              |              |              |     |                            |           |
| 1938/1939    |   |   | 6  | Sparta Praga | Slavia Praga | SK Pardubice | 29  | Josef Bican (Slavia Praga) | 11 klubów |
| Národní liga |   |   |    |              |              |              |     |                            |           |
| 1939/1940    |   |   | 9  | Slavia Praga | Sparta Praga | SK Pardubice | 50  | Josef Bican (Slavia Praga) | 12 klubów |
| 1940/1941    |   |   | 10 | Slavia Praga | SK Pilzno    | SK Pardubice | 36  | Josef Bican (Slavia Praga) | 12 klubów |
| 1941/1942    |   |   | 11 | Slavia Praga | SK Prostějov | SK Pilzno    | 42  | Josef Bican (Slavia Praga) | 12 klubów |
| 1942/1943    |   |   | 12 | Slavia Praga | Sparta Praga | SK Baťa Zlín | 38  | Josef Bican (Slavia Praga) | 12 klubów |
| 1943/1944    |   |   | 7  | Sparta Praga | Slavia Praga | SK Baťa Zlín | 57  | Josef Bican (Slavia Praga) | 14 klubów |

Slovenská pohárová súťaž (1939 - 1944)
Niepodległość Słowacji była proklamowana 14 marca 1939 na polecenie Adolfa Hitlera. W tym też czasie kluby słowackie organizowały mistrzostwa Słowacji.
| Sezon                                                 | K | K | T | Mistrz                   | Wicemistrz           | III miejsce          | Br. | Król strzelców | Uwagi     |
| Mistrzostwo Słowacji (słow. Slovenská pohárová súťaž) |   |   |   |                          |                      |                      |     |                |           |
| 1939                                                  |   |   | 1 | Sparta Považská Bystrica | ŠK Bratislava        | MŠK Žilina           |     |                | 9 klubów  |
| 1939/1940                                             |   |   | 1 | ŠK Bratislava            | AC Považská Bystrica | MŠK Žilina           |     |                | 12 klubów |
| 1940/1941                                             |   |   | 2 | ŠK Bratislava            | FC Vrútky            | AC Považská Bystrica |     |                | 12 klubów |
| 1941/1942                                             |   |   | 3 | ŠK Bratislava            | FC Vrútky            | MŠK Žilina           |     |                | 12 klubów |
| 1942/1943                                             |   |   | 1 | OAP Bratysława           | ŠK Bratislava        | AC Považská Bystrica |     |                | 12 klubów |
| 1943/1944                                             |   |   | 4 | ŠK Bratislava            | OAP Bratysława       | TŠS Trnava           |     |                | 12 klubów |

Československá fotbalová liga (1945 - 1993)
| Sezon                                 | K | K | T  | Mistrz                 | Wicemistrz           | III miejsce          | Br. | Król strzelców                                                       | Uwagi                                  |
| Státní liga                           |   |   |    |                        |                      |                      |     |                                                                      |                                        |
| 1944/1945                             |   |   |    |                        |                      |                      |     |                                                                      | zawieszone z powodu II wojny światowej |
| 1945/1946                             |   |   | 8  | Sparta Praga           | Slavia Praga         |                      | 31  | Josef Bican (Slavia Praga)                                           | 20 klubów, 2gr.+finał                  |
| 1946/1947                             |   |   | 13 | Slavia Praga           | Sparta Praga         | SK Kladno            | 43  | Josef Bican (Slavia Praga)                                           | 14 klubów                              |
| 1947/1948                             |   |   | 9  | Sparta Praga           | Slavia Praga         | Slovan TJ Bratysława | 21  | Jaroslav Cejp (Sparta Praga)                                         | 11 klubów                              |
| Celostátní československé mistrovství |   |   |    |                        |                      |                      |     |                                                                      |                                        |
| 1949                                  |   |   | 1  | Slovan TJ Bratysława   | Sparta Praga         | Bohemians 1905 Praga | 28  | Ladislav Hlaváček (Slavia Praga)                                     | 14 klubów                              |
| 1950                                  |   |   | 2  | Slovan TJ Bratysława   | Sparta Praga         | Bohemians 1905 Praga | 22  | Josef Bican (FC Vítkovice)                                           | 14 klubów                              |
| Mistrovství československé republiky  |   |   |    |                        |                      |                      |     |                                                                      |                                        |
| 1951                                  |   |   | 3  | Slovan TJ Bratysława   | Sparta Praga         | MFK Košice           | 16  | Josef Majer (Gottwaldov Zlín), Alois Jaroš (Vodotechna Teplice)      | 14 klubów                              |
| 1952                                  |   |   | 10 | Sparta Praga           | Slovan TJ Bratysława | Ingstav Teplice      | 20  | Miroslav Wiecek (Baník Ostrawa)                                      | 14 klubów                              |
| Přebor československé republiky       |   |   |    |                        |                      |                      |     |                                                                      |                                        |
| 1953                                  |   |   | 1  | Dukla Praga            | Sparta Praga         | Inter Bratysława     | 13  | Josef Majer (Baník Kladno)                                           | 14 klubów                              |
| 1954                                  |   |   | 11 | Sparta Praga           | Baník Ostrawa        | Inter Bratysława     | 15  | Jiří Pešek (Sparta Praga)                                            | 12 klubów                              |
| 1955                                  |   |   | 4  | Slovan TJ Bratysława   | Dukla Praga          | Sparta Praga         | 19  | Emil Pažický (Jiskra Žilina)                                         | 12 klubów                              |
| 1. československá fotbalová liga      |   |   |    |                        |                      |                      |     |                                                                      |                                        |
| 1956                                  |   |   | 2  | Dukla Praga            | Slovan TJ Bratysława | Sparta Praga         | 15  | Milan Dvořák (Dukla Praga), Miroslav Wiecek (Baník Ostrawa)          | 12 klubów                              |
| 1957/1958                             |   |   | 3  | Dukla Praga            | Sparta Praga         | Inter Bratysława     | 25  | Miroslav Wiecek (Baník Ostrawa)                                      | 12 klubów                              |
| 1958/1959                             |   |   | 1  | Inter Bratysława       | Dukla Praga          | Slavia Praga         | 20  | Miroslav Wiecek (Baník Ostrawa)                                      | 14 klubów                              |
| 1959/1960                             |   |   | 1  | Spartak Hradec Králové | Slovan TJ Bratysława | Dukla Praga          | 18  | Michal Pucher (Slovan Nitra)                                         | 14 klubów                              |
| 1960/1961                             |   |   | 4  | Dukla Praga            | Inter Bratysława     | Slovan TJ Bratysława | 17  | Ladislav Pavlovič (Tatran Preszów), Rudolf Kučera (Dukla Praga)      | 14 klubów                              |
| 1961/1962                             |   |   | 5  | Dukla Praga            | Slovan Nitra         | Inter Bratysława     | 24  | Adolf Scherer (ČH Bratislava)                                        | 14 klubów                              |
| 1962/1963                             |   |   | 6  | Dukla Praga            | Jednota Trenčín      | Baník Ostrawa        | 19  | Karol Petroš (Tatran Preszów)                                        | 14 klubów                              |
| 1963/1964                             |   |   | 7  | Dukla Praga            | Slovan TJ Bratysława | Tatran Preszów       | 21  | Ladislav Pavlovič (Tatran Preszów)                                   | 14 klubów                              |
| 1964/1965                             |   |   | 12 | Sparta Praga           | Tatran Preszów       | VSS Košice           | 21  | Pavol Bencz (Jednota Trencin)                                        | 14 klubów                              |
| 1965/1966                             |   |   | 8  | Dukla Praga            | Sparta Praga         | Slavia Praga         | 15  | Ladislav Michalík (Baník Ostrawa)                                    | 14 klubów                              |
| 1966/1967                             |   |   | 13 | Sparta Praga           | Slovan TJ Bratysława | Spartak Trnawa       | 21  | Jozef Adamec (Spartak Trnawa)                                        | 14 klubów                              |
| 1967/1968                             |   |   | 1  | Spartak Trnawa         | Slovan TJ Bratysława | Jednota Trenčín      | 18  | Jozef Adamec (Spartak Trnawa)                                        | 14 klubów                              |
| 1968/1969                             |   |   | 2  | Spartak Trnawa         | Slovan TJ Bratysława | Sparta Praga         | 20  | Ladislav Petráš (Dukla Bańska Bystrzyca)                             | 14 klubów                              |
| 1969/1970                             |   |   | 5  | Slovan TJ Bratysława   | Spartak Trnawa       | Sparta Praga         | 16  | Jozef Adamec (Spartak Trnawa)                                        | 16 klubów                              |
| 1970/1971                             |   |   | 3  | Spartak Trnawa         | VSS Košice           | Union Teplice        | 16  | Zdeněk Nehoda (Gottwaldov Zlín), Jozef Adamec (Spartak Trnawa)       | 16 klubów                              |
| 1971/1972                             |   |   | 4  | Spartak Trnawa         | Slovan TJ Bratysława | Dukla Praga          | 19  | Ján Čapkovič (Slovan Bratysława)                                     | 16 klubów                              |
| 1972/1973                             |   |   | 5  | Spartak Trnawa         | Tatran Preszów       | VSS Košice           | 21  | Ladislav Józsa (Lokomotiva Košice)                                   | 16 klubów                              |
| 1973/1974                             |   |   | 6  | Slovan TJ Bratysława   | Dukla Praga          | Slavia Praga         | 17  | Přemysl Bičovský (Union Teplice), Ladislav Józsa (Lokomotiva Košice) | 16 klubów                              |
| 1974/1975                             |   |   | 7  | Slovan TJ Bratysława   | Inter Bratysława     | Bohemians 1905 Praga | 20  | Ladislav Petráš (Inter Bratysława)                                   | 16 klubów                              |
| 1975/1976                             |   |   | 1  | Baník Ostrawa          | Slovan TJ Bratysława | Slavia Praga         | 21  | Dušan Galis (VSS Košice)                                             | 16 klubów                              |
| 1976/1977                             |   |   | 9  | Dukla Praga            | Inter Bratysława     | Slavia Praga         | 18  | Ladislav Józsa (Lokomotiva Košice)                                   | 16 klubów                              |
| 1977/1978                             |   |   | 1  | 1. FC Brno             | Dukla Praga          | Lokomotiva Košice    | 20  | Karel Kroupa (Zbrojovka Brno)                                        | 16 klubów                              |
| 1978/1979                             |   |   | 10 | Dukla Praga            | Baník Ostrawa        | 1. FC Brno           | 17  | Zdeněk Nehoda (Dukla Praga), Karel Kroupa (Zbrojovka Brno)           | 16 klubów                              |
| 1979/1980                             |   |   | 2  | Baník Ostrawa          | 1. FC Brno           | Bohemians 1905 Praga | 18  | Verner Lička (Baník Ostrawa)                                         | 16 klubów                              |
| 1980/1981                             |   |   | 3  | Baník Ostrawa          | Dukla Praga          | Bohemians 1905 Praga | 16  | Marián Masný (Slovan Bratysława)                                     | 16 klubów                              |
| 1981/1982                             |   |   | 11 | Dukla Praga            | Baník Ostrawa        | Bohemians 1905 Praga | 15  | Peter Herda (Slavia Praga), Ladislav Vízek (Dukla Praga)             | 16 klubów                              |
| 1982/1983                             |   |   | 1  | Bohemians 1905         | Baník Ostrawa        | Sparta Praga         | 17  | Pavel Chaloupka (Bohemians Praga)                                    | 16 klubów                              |
| 1983/1984                             |   |   | 14 | Sparta Praga           | Dukla Praga          | Bohemians 1905 Praga | 20  | Verner Lička (Baník Ostrawa)                                         | 16 klubów                              |
| 1984/1985                             |   |   | 15 | Sparta Praga           | Bohemians 1905 Praga | Slavia Praga         | 21  | Ivo Knoflíček (Slavia Praga)                                         | 16 klubów                              |
| 1985/1986                             |   |   | 1  | Vítkovice Ostrawa      | Sparta Praga         | Dukla Praga          | 19  | Stanislav Griga (Sparta Praga)                                       | 16 klubów                              |
| 1986/1987                             |   |   | 16 | Sparta Praga           | Vitkovice Ostrawa    | Bohemians 1905 Praga | 25  | Václav Daněk (Baník Ostrawa)                                         | 16 klubów                              |
| 1987/1988                             |   |   | 17 | Sparta Praga           | Dukla Praga          | DAC Dunajská Streda  | 24  | Milan Luhový (Dukla Praga)                                           | 16 klubów                              |
| 1988/1989                             |   |   | 18 | Sparta Praga           | Baník Ostrawa        | Plastika Nitra       | 25  | Milan Luhový (Dukla Praga)                                           | 16 klubów                              |
| 1989/1990                             |   |   | 19 | Sparta Praga           | Baník Ostrawa        | Inter Bratysława     | 20  | Ľubomír Luhový (Inter Bratysława)                                    | 16 klubów                              |
| 1990/1991                             |   |   | 20 | Sparta Praga           | Slovan Bratysława    | Sigma Ołomuniec      | 17  | Roman Kukleta (Sparta Praga)                                         | 16 klubów                              |
| 1991/1992                             |   |   | 8  | Slovan Bratysława      | Sparta Praga         | Sigma Ołomuniec      | 27  | Peter Dubovský (Slovan Bratysława)                                   | 16 klubów                              |
| 1992/1993                             |   |   | 21 | Sparta Praga           | Slavia Praga         | Slovan Bratysława    | 24  | Peter Dubovský (Slovan Bratysława)                                   | 16 klubów                              |

## Statystyka

### Klasyfikacja według klubów
W dotychczasowej historii Mistrzostw Czechosłowacji na podium oficjalnie stawało w sumie 15 drużyn. Liderem klasyfikacji jest AC Sparta Praga, która zdobyła 21 tytułów mistrzowskich.
Stan na maj 2017.
| Lp. | Klub                   | Miejsca na podium | Miejsca na podium | Miejsca na podium | Zwycięskie sezony                                                            |    |   | |
| --- | ---------------------- | ----------------- | ----------------- | ----------------- | ---------------------------------------------------------------------------- | -- | - | --- |
| Lp. | Klub                   | 1.                | AC Sparta Praga   | 21                | Zwycięskie sezony                                                            | 18 | 7 | 1926, 1927, 1932, 1936, 1938, 1939, 1944, 1946, 1948, 1952, 1954, 1965, 1967, 1984, 1985, 1987, 1988, 1989, 1990, 1991, 1993 |
| 2.  | Slavia Praga           | 13                | 11                | 6                 | 1925, 1929, 1930, 1931, 1933, 1934, 1935, 1937, 1940, 1941, 1942, 1943, 1947 |    |   | |
| 3.  | Dukla Praga            | 11                | 7                 | 3                 | 1953, 1956, 1958, 1961, 1962, 1963, 1964, 1966, 1977, 1979, 1982             |    |   | |
| 4.  | ŠK Slovan Bratysława   | 8                 | 10                | 3                 | 1949, 1950, 1951, 1955, 1970, 1974, 1975, 1992                               |    |   | |
| 5.  | Spartak Trnawa         | 5                 | 1                 | 1                 | 1968, 1969, 1971, 1972, 1973                                                 |    |   | |
| 6.  | Baník Ostrawa          | 3                 | 6                 | 1                 | 1976, 1980, 1981                                                             |    |   | |
| 7.  | Inter Bratysława       | 1                 | 3                 | 5                 | 1959                                                                         |    |   | |
| 8.  | Bohemians 1905 Praga   | 1                 | 1                 | 11                | 1983                                                                         |    |   | |
| 9.  | Zbrojovka Brno         | 1                 | 1                 | 4                 | 1978                                                                         |    |   | |
| 10. | Viktoria Žižkov        | 1                 | 1                 | 3                 | 1928                                                                         |    |   | |
| 11. | TJ Vítkovice Ostrawa   | 1                 | 1                 | 0                 | 1986                                                                         |    |   | |
| 12. | Spartak Hradec Králové | 1                 | 0                 | 0                 | 1960                                                                         |    |   | |
| 13. | Tatran Preszów         | 0                 | 2                 | 1                 |                                                                              |    |   | |
| 14. | SK Prostějov           | 0                 | 1                 | 2                 |                                                                              |    |   | |
| 14. | VSS Košice             | 0                 | 1                 | 2                 |                                                                              |    |   | |

### Klasyfikacja według miast
Siedziby klubów: Stan na maj 2017.
| Miasto         | Liczba tytułów | Kluby                                                                                              |
| -------------- | -------------- | -------------------------------------------------------------------------------------------------- |
| Praga          | 47             | AC Sparta Praga (21), Slavia Praga (13), Dukla Praga (11), Bohemians 1905 (1), Viktoria Žižkov (1) |
| Bratysława     | 9              | ŠK Slovan Bratysława (8), Inter Bratysława (1)                                                     |
| Trnawa         | 5              | Spartak Trnawa (5)                                                                                 |
| Ostrawa        | 4              | Baník Ostrawa (3), TJ Vítkovice (1)                                                                |
| Brno           | 1              | Zbrojovka Brno (1)                                                                                 |
| Hradec Králové | 1              | Spartak Hradec Králové (1)                                                                         |

## Uczestnicy
Są 64 zespołów, które wzięli udział w 67 sezonach Mistrzostw Czechosłowacji, które były prowadzone od 1925 aż do sezonu 1992/93 łącznie. Żaden z nich nie był zawsze obecny w każdej edycji.
- 62 razy: AC Sparta Praga
- 59 razy: Slavia Praga
- 49 razy: Bohemians Praga, ŠK Slovan Bratysława
- 48 razy: Baník Ostrawa
- 45 razy: Dukla Praga
- 41 razy: Spartak Trnawa
- 38 razy: Inter Bratysława
- 34 razy: FC Brno, Tatran Preszów
- 31 razy: Lokomotíva Košice, MŠK Žilina
- 30 razy: SK Kladno
- 29 razy: Viktoria Pilzno
- 21 razy: FK Teplice
- 19 razy: FC Nitra
- 18 razy: 1. FC Košice
- 16 razy: FC Hradec Králové, FK AS Trenčín
- 15 razy: Dukla Bańska Bystrzyca, Viktoria Žižkov, TJ Vítkovice
- 13 razy: Union Cheb
- 12 razy: Cechie Karlín
- 10 razy: Sigma Olomouc
- 8 razy: DAC Dunajská Streda, SK Náchod
- 7 razy: Svit Zlín, SK Pilzno, Teplitzer FK
- 6 razy: Dukla Pardubice, SK Liben, TŽ Třinec
- 5 razy: ČAFC Vinohrady, SK Ceské Budejovice, SK Prostějov
- 4 razy: Meteor Prag VIII, Sparta Považská Bystrica
- 3 razy: Nuselský SK, SK Pardubice
- 2 razy: AFK Kolín, Armaturka Ústí nad Labem, Artmedia Petržalka, DFC Prag, Krídla vlasti Olomouc, LIAZ Jablonec, Moravská Slavia Brno
- 1 raz: Cechie Prag VIII, DSV Saaz, Jiskra Liberec, Jiskra Otrkovice, MEZ Židenice, Motorlet Prag, Polaban Nymburk, ŠK Batovany, SK Olomouc ASO, SK Rakovník, Rusj Użhorod, Slávia Bratysława, Slavoj Liberec, Slavoj Žižkov, Spartak KPS Brno, VCHZ Pardubice, VP Frýdek-Místek